# Секретар на постоянното присъствие на БЗНС
Секретар на Постоянното присъствие на Българския земеделски народен съюз, съкратено секретар на ПП на БЗНС, се нарича длъжността на заместник-председателите на БЗНС (казионен) в периода 1946 – 1990 г.

## Статут и функции
Секретарите на Постоянното присъствие на БЗНС и секретарят на БЗНС (както се нарича тогава длъжността на председателя на БЗНС) според Устава на Българския земеделски народен съюз се избират от Управителния съвет на БЗНС обикновено на всеки 5 години след съответния конгрес на БЗНС.
Според политическата система на Народна република България и конкретно съгласно Единния държавен протокол, секретарите на ПП на БЗНС, освен партийни имат и държавни функции и статут. В партийно-държавната йерархия на НРБ стоят с 2 степени по-високо от министър и с 1 степен по-ниско от заместник-председател на Министерския съвет.
В партийната йерархия всеки секретар на ПП на БЗНС ръководи отделен политически ресор на БЗНС. Най-важният е организационният ресор, за който отговаря секретарят на ПП на БЗНС по организационните въпроси. Следват секретарите на ПП на БЗНС по международните връзки, политическата просвета, селското стопанство, финансово-административните въпроси и строителството. Подреждането на секретарите на ПП на БЗНС в йерархичен ред е по реда на тяхното избиране на тази длъжност. Възможно е секретар на ПП на БЗНС да отговаря за няколко ресора. Секретарите на ПП на БЗНС могат паралелно с партийния си пост да заемат и държавни длъжности. Често са министри начело на министерство или заместник-председатели на Министерския съвет, някои са членове или дори заместник-председатели на Държавния съвет на НРБ.

## Секретари на ПП (1946 – 1990)

### Секретари по организационните въпроси
- Кирил Клисурски: 12 май 1946 – 21 декември 1951 г.
- Николай Георгиев: 21 декември 1951 – 21 май 1958 г.
- Петър Танчев: 21 май 1958 – 29 декември 1974 г.
- Георги Андреев: 29 декември 1974 – 1 декември 1976 г.
- Алекси Иванов: 1 декември 1976 – 2 декември 1989 г.
- Виктор Вълков: 2 декември 1989 – 3 март 1990 г.

### Секретари по въпросите на политическата просвета
- Стоян Тончев: 21 декември 1951 – 1 декември 1976 г.
- Лалю Ганчев: 1 декември 1976 – 29 април 1980 г.
- Алекси Иванов: 29 април 1980 – 2 декември 1989 г.
- Виктор Вълков: 2 декември 1989 – 3 март 1990 г.

### Секретари по международните връзки
- Лалю Ганчев: 21 май 1958 – 1 ноември 1971 г.
- Георги Андреев: 1 ноември 1971 – 29 декември 1974 г.
- Ангел Димитров: 29 декември 1974 – 2 декември 1989 г.
- Виктор Вълков: 2 декември 1989 – 3 март 1990 г.

### Секретари по селското стопанство
- Стоян Тончев: 21 август 1961 – 1 декември 1976 г.
- Георги Андреев: 1 декември 1976 – 26 април 1979 г.
- Димитър Карамуков: 26 април 1979 – 28 май 1984 г.(на тази дата починал)
- Алекси Иванов: 28 май 1984 – 21 май 1986 г.
- Пандо Ванчев: 21 май 1986 – 2 декември 1989 г.
- Светла Даскалова: 2 декември 1989 – 3 март 1990 г.

### Секретари по финансовите и административните въпроси
- Стоян Тончев: 21 май 1958 – 22 май 1966 г.
- Николай Георгиев: 22 май 1966 – 3 юни 1987 г.
- Янко Марков: 3 юни 1987 – 22 декември 1989 г.
- Светла Даскалова: 22 декември 1989 – 3 март 1990 г.

### Секретари по строителството
- Янко Марков: 28 ноември 1973 – 22 декември 1989 г.
- Светла Даскалова: 22 декември 1989 – 3 март 1990 г.